# لسان المزمار (نبات)
لسان المزمار (الاسم العلمي:Salpiglossis) هو جنس من النباتات يتبع فصيلة الباذنجانية من الرتبة الباذنجانيات.

## أنواع
- لسان المزمار المتموج (الاسم العلمي:Salpiglossis sinuata)
- لسان المزمار المشوك (الاسم العلمي:Salpiglossis spinescens)
- لسان المزمار الذهبي (الاسم العلمي:Salpiglossis aurea)
- لسان المزمار الهجين (الاسم العلمي:Salpiglossis hybrida)
- لسان المزمار المتوسط (الاسم العلمي:Salpiglossis intermedia)
- لسان المزمار المتغير (الاسم العلمي:Salpiglossis variabilis)